# マコト・サカモト
マコト・サカモト（Makoto Sakamoto、坂元真、生年不明 - 2018年8月22日）は、イギリスで活動していた日本人ドラマー。Mako Sakamotoの表記も見受けられる。作曲家ユニットYUMAの元メンバー。

## 概要
スタジオ・ミュージシャンとしての活動が多く、イギリス録音の様々なアーティストのアルバムにクレジットされている。
バーナード・バトラーとの親交が深く、ザ・ティアーズの正式メンバーである他、彼の人脈のマッカルモント&バトラー、バート・ヤンシュ、ダフィー、シャーリーン・スピテリ、ネナ・チェリー等のアルバムでも演奏を行ないキザイア・ジョーンズ、レネ・マーリンのアルバム等に参加している。
日本のミュージシャンでは、戸川京子、UAの曲に参加している他、中西俊夫(Toshio Nakanishi) と音楽ユニットThumpin' Thursdaysを結成。
Jesper Mattssonと共同で、テレビ番組『ロンリープラネット (Globe Trekker) 』、『Extreme Oil』、ドキュメント映画「The War on Democracy」等のサウンドトラックを担当している。
1992年5月にはキザイア・ジョーンズの公演で、2005年8月にはSUMMER SONIC出演のためザ・ティアーズのメンバーとして来日（正しく言えば帰国）している。
2018年8月22日死去。